# Pensamentos Mortais
Mortal Thoughts (Brasil e Portugal: Pensamentos Mortais ) é um filme de mistério e suspense estadunidense de 1991 sobre uma mulher que é interrogada pela polícia quanto à morte do marido de sua amiga. Foi dirigido por Alan Rudolph e estrelado por Demi Moore, Glenne Headly, Bruce Willis, e Harvey Keitel. Willis interpreta James Urbanski, o marido violento e viciado em drogas de Joyce (Headly), que é assassinado em uma terrível noite em uma festa nas proximidades do festival de São Roque.

## Sinopse
O filme gira principalmente em torno de uma cena em que Cynthia Kellogg (Demi Moore) é interrogada por dois investigadores na delegacia sobre o assassinato do marido abusivo de sua amiga James (Bruce Willis), sendo que Cynthia é suspeita de encobrir a amiga Joyce (Glenne Headly), suspeita do crime. O depoimento dado por Cynthia é apoiada por flashbacks detalhados ao longo do filme. O interrogatório desperta suspeita particularmente sobre o próprio marido de Cynthia (John Pankow) que podia ter informado a polícia sobre o incidente.

## Elenco
- Demi Moore como Cynthia Kellogg
- Bruce Willis como James Urbanski
- Glenne Headly como Joyce Urbanski
- John Pankow como Arthur Kellogg
- Harvey Keitel como Detetive John Woods
- Billie Neal como Detetive Linda Nealon
- Frank Vincent e Doris McCarthy como Dominic e Jeanette, pais de Joyce
- Karen Shallo como Gloria, mãe de James